# Grad Trakai
Otoški grad Trakai (litvansko Trakų salos pilis, staro nemško Traken,, polsko Troki,, jidiš Troke) je vodni grad, ki se nahaja v kraju Trakai v Litvi, na otoku v  jezeru Galvė. 
Grad včasih imenujejo tudi „Mali Marienburg“.
Izgradnja kamnito opečnega gradu, ki jo je naročil Kęstutis, vladar srednjeveške Litve, se je začela v 14. stoletju, glavna dela pa so bila končana okoli leta 1409,  v času vladavine njegovega sina Vitolda Velikega (lit.:Vytautas), ki je umrl v tem gradu leta 1430.
Trakai je bil eno glavnih središč Velike vojvodine Litve, bil pa je tudi strateško zelo pomemben.

## Gradnja

### Prva faza
Grad je bil zgrajen v več fazah. V prvi fazi, to je v drugi polovici 14. stoletja, je bil zgrajen na treh otokih v jezeru, po naročilu velikega vojvode Kęstutisa. Izgradnja tega gradu se navezuje na razširitev in utrditev gradu na Trakajskem polotoku. Kęstutis je v tem času preselil svoje bivališče in lastnino na otoški grad.
Grad je bil zelo poškodovan v napadu tevtonskih vitezov leta 1377. Po tem ko je bil Kęstutis ubit, je nastala borba za oblast med Vladislavom II. Jagelovičem (lit. Jogaile) in Vitoldom Velikim za naslov velikega vojvode. Grad sta oblegali obe strani. Ko sta se strani pomirile, se je začela druga faza izgradnje. Dela so se nadaljevala do leta 1409. V času premirja s Tevtonskim viteškim redom, je gradbena dela nadzoroval mojster Radike, štiri leta pred bitko pri Grunwaldu. 

## Druga faza
V drugi fazi izgradnje sta bili dodani dve krili, na južni strani pa zgrajen šest nadstropen (35 m visok) bivalno-obrambni grad (najbolj utrjen stolp in zadnje oporišče). Ta je stolp je imel pomična vrata, ki so delila palačo od predgradnje. Stolp je služil več namenom: poleg obrambne vloge sta bila v njem kapela in stanovanje. Povezan je bil z večnadstropno vojvodovo palačo, ki je imela notranje dvorišče. To dvorišče je imelo lesene galerije, ki so potekale vzdolž notranjega zidu. Služile so za pristop k raznim pomožnim prostorom brez potrebe vstopa v palačo.
Celo južno krilo južne palače je služilo kot vojvodska dvorana. Velika je bila 10 x 21 m, večja je bila samo Gornja palača v grajskem kompleksu v Vilni. Vojvodska dvorana je ohranila svoj izvirni okras.
Glavni gradbeni material so bile tako imenovane gotske opeke. Kamniti bloki so se uporabljali samo za temelje in zgornji del zgradbe, stolpe in obzidja. Grad je bil dekoriran na različne načine. Skupni slog gradnje po končani drugi fazi bi lahko opisali kot gotska arhitektura ali opečna gotika.

## Tretja faza
Širitev predgradnje v 15. stoletju je predstavljala tretjo fazo trakajskega razvoja. Obzidje so ojačali do debeline 2,5 metra in ga dvignili za dodatne strelne galerije. Tri glavne obrambne stolpe so obnovilina voglih. Jugozahodni stolp je služil tudi kot zapor. Zadnje nadstropje stolpov  je bilo namenjeno vojakom, v njem so bili nameščeni tudi številni topovi. Zgrajena je bilo glavno vhodno poslopje, ki je imelo, skupaj z glavnim stolpom vojvodske palače, dvižna vrata. Vhodno poslopje je bilo ojačano z dodatnimi oddelki, namenjenim strelnim galerijam. Blizu notranjih zidov je bilo obnovljenih nekaj zgradb, vključno hlevi, kuhinje in ostala gospodarska poslopja. Ko se je grad v 15. stoletju širil, je bila gladina vode v jezeru Galvė nekaj metrov višja kot je danes. Graditelji gradu so to izkoristili in vojvodovo palačo odvojili od predgradnje s pomočjo z vodo napolnjenega obrambnega jarka, dovolj širokega za manjša plovila. Palača in predgradnja sta bila povezana z dvižnimi vrati.

## Propad
Grad je izgubil na vojaški pomembnosti po bitki pri Grunwaldu (lit.: Žalgiris), ko je poljsko-litovska vojska porazila svojega glavnega sovražnika. Grad je bil spremenjen v rezidenco in znotraj na novo dekoriran. Na zidovih so bile naslikane nove freske, ki so danes delno ohranjene. V vojvodski palači so sprejemali tuje veleposlanike.
Ve se da je Jogaila obiskal grad 13 krat med letoma 1413 in 1430.
Leta 1414. je flamski popotnik Gilliber de Lannoy opisal grad z naslednjimi besedami: 
Stari grad stoji na eni strani jezera, na odprtem, drugi stoji sredi jezera, znotraj dosega topov iz starega gradu. Popolnima je nov, zidan iz opeke po francoskem vzoru.
Veliki vojvoda Vitold Veliki je umrl v gradu leta 1430, ne da bi bil kronan za kralja Litve. V času vladavine Sigismunda II. Augusta je bil grad redekoriran v renesančnem slogu, krajši čas pa je služil kot letna rezidenca kraljev.
V gradu je bila do leta 1511shranjena Litovska Metrika (zbirka pravnih dokumentov 14.-18. stoletja kanclerja Velikega vojvodstva Litve). Kasnije je grad služil kot zapor. V času vojn z Moskovsko kneževino v 17. stoletju je bil grad poškodovan in dolgo po tem ni bil obnavljan. Postopno je zapadel v nepopravljivo slabo stanje.

## Obnova
V 19. stoletju so bili izdelani načrti za obnovo. Izvirne freske je zaščitil in kopiral Vincentas Smakauskas. Cesarski arheološki odbor je leta 1888 naročil dokumentiranje ostankov gradu. Leta 1905 so se ruske carske oblasti odločile delno obnoviti ostanke gradu. Med prvo svetovno vojno so Nemci v grad pripeljali strokovnjake, ki so ga nekajkrat poskušali obnoviti. Med letoma 1935 in 1941 so dele vojvodske palače ojačali, obnovili pa tudi jugovzhodni stolp predgradnje, vključno del obzidja. Na projektu obnove so delali litovski in poljski konzervatorji, a so bila dela prekinjena zaradi druge svetovne vojne. Po vojni, leta 1946 se je začela velika obnova. Aktivno so se dela izvajala med 1951-1952. Glavna faza obnove je bila končana leta 1961. Grad je obnovljen v slogu 15. stoletja.
Danes je grad velika turistična znamenitost.

## Galerija
- Pogled s strani
- Pogled na vojvodsko palačo
- Grad v ruševinah leta 1877.